# 1976년 하계 올림픽 소련 선수단

소련은 1976년 7월 17일부터 8월 1일까지 캐나다 몬트리올에서 열린 제21회 하계 올림픽에 참가했다.